# Governo Rajoy II
Il Governo Rajoy II fu l’esecutivo in carica nel Regno di Spagna dal 31 ottobre 2016 al 2 giugno 2018 (sebbene sfiduciato, e dunque dimissionario, dal giorno precedente). Nato dal risultato delle elezioni del 2016, fu il primo della XII legislatura, nonché il primo governo spagnolo ad essere stato sfiduciato. 
Il 2 giugno 2018, come conseguenza del regime di sfiducia costruttiva presente in Spagna, gli successe il Governo Sánchez I, guidato dal Leader dell'opposizione Pedro Sánchez, del PSOE.

## Storia

### Formazione
Poiché alle elezioni del 2015, fu impossibile formare un governo a seguito del non-raggiungimento della maggioranza assoluta al Congresso dei Deputati, Rajoy ed il suo governo rimasero in carica per gli affari correnti ed urgenti, anche dopo le elezioni del giugno 2016.
A causa di ciò, Rajoy (vincitore della tornata elettorale) si mosse per avviare molti negoziati al fine di ottenere l’investitura parlamentare; ciononostante, trascorsi due mesi dalle elezioni, il Presidente Rajoy non era ancora riuscito ad assicurarsi il sostegno della maggioranza del Congresso dei Deputati (che alla prima votazione lo respinse con 170 sì e 180 no). In aggiunta a ciò, essendosi avvicinata la scadenza costituzionale, tale situazione di stallo avrebbe portato la Spagna a nuove elezioni.
In seguito, tuttavia, a numerose problematiche, culminate in una crisi all'interno del PSOE (il maggiore partito di opposizione), che hanno portato il suo segretario (Pedro Sánchez) a dimettersi, la nuova commissione di gestione optò, per prendere tempo, di astenersi alla seconda questione di fiducia. Il 29 ottobre 2016, il Congresso votò per investire Rajoy con 170 sì, 111 no e 68 astenuti, portando così a quest’ultimo di poter formare il nuovo governo.
Il presidente Rajoy ha giurato nelle mani di re Filippo VI il 31 ottobre 2016, mentre i ministri hanno giurato il 4 novembre.

### Dimissioni
Dopo la sentenza del cosiddetto caso Gürtel, uno scandalo di corruzione e fondi neri che ha coinvolto alcuni esponenti di spicco del Partito Popolare, nel maggio 2018 il partito Ciudadanos (C’s), alleato di governo, lasciò la coalizione, chiedendo elezioni immediate. 
Una mozione di sfiducia nei confronti del governo venne quindi presentata dal neo-rieletto Leader del Partito Socialista (PSOE) Pedro Sánchez, che rientrato nelle piene facoltà di segretario, tornò all’opposizione. Ai socialisti si sono aggiunti Podemos, i separatisti catalani e baschi ed altri partiti minori.
Il 1º giugno la mozione di sfiducia venne infine approvata, con 180 favorevoli e 170 contrari, permettendo così al nuovo premier di giurare innanzi al Re il giorno successivo.

## Situazione parlamentare
Al momento del giuramento del Governo, il 31 ottobre 2016: 
| Camera                 | Collocazione | Partiti                                                                               | Seggi     |
| Congresso dei Deputati |              |                                                                                       |           |
| ---------------------- | ------------ | ------------------------------------------------------------------------------------- | --------- |
| Congresso dei Deputati | Governo      | PP (134), CS (32), UPN (2), CC (1), FA (1)                                            | 170 / 350 |
| Congresso dei Deputati | Astensione   | PSOE (69)                                                                             | 69 / 350  |
| Congresso dei Deputati | Opposizione  | UP (67), PSOE (15), ERC (9), PDECAT (8), EM (5), EAJ/PNV (5), MC (4), EHB (2), NC (1) | 111 / 350 |

Al momento della caduta del governo, il 1º giugno 2018, dovuta alla mozione di sfiducia costruttiva presentata dal PSOE, il cui candidato alla presidenza era Pedro Sánchez, segretario del partito:
| Camera                 | Collocazione | Partiti                                                                                   | Seggi     |
| Congresso dei Deputati |              |                                                                                           |           |
| ---------------------- | ------------ | ----------------------------------------------------------------------------------------- | --------- |
| Congresso dei Deputati | Governo      | PP (134), UPN (2), FA (1)                                                                 | 137 / 350 |
| Congresso dei Deputati | Astensione   | CS (32), CC (1)                                                                           | 33 / 350  |
| Congresso dei Deputati | Opposizione  | PSOE/PSC (84), UP (67), ERC (9), PDECAT (8), EM (5), EAJ/PNV (5), MC (4), EHB (2), NC (1) | 180 / 350 |

## Composizione
Partito Popolare (PP)
     Indipendenti
| Carica | Titolare                                    | Titolare | Titolare                                       | Partito      |
| --- | ------------------------------------------- | -------- | ---------------------------------------------- | ------------ |
| Presidente del Governo                                                                                                |                                             |          | Mariano Rajoy Brey                             | PP           |
| Vicepresidente Presidenza e Amministrazioni territoriali Commissaria straordinaria per la Catalogna (temporaneamente) |                                             |          | María Soraya Sáenz de Santamaría Antón         | PP           |
| Affari esteri e Cooperazione internazionale                                                                           |                                             |          | Alfonso María Dastis Quecedo                   | Indipendente |
| Giustizia |                                             |          | Rafael Catalá Polo                             | PP           |
| Interno |                                             |          | Juan Ignacio Zoido Álvarez                     | PP           |
| Difesa |                                             |          | María Dolores de Cospedal García               | PP           |
| Finanze e Funzione pubblica                                                                                           |                                             |          | Cristóbal Ricardo Montoro Romero               | PP           |
| Economia, Industria e Competitività                                                                                   |                                             |          | Luis de Guindos Jurado (fino all’8 marzo 2018) | Indipendente |
| Economia, Industria e Competitività                                                                                   | Román Escolano Olivares (dall’8 marzo 2018) |          |                                                | Indipendente |
| Energia, Turismo e Agenda digitale                                                                                    |                                             |          | Álvaro Nadal Belda                             | PP           |
| Agricoltura, Pesca, Alimentazione e Ambiente                                                                          |                                             |          | Isabel García Tejerina                         | PP           |
| Sviluppo |                                             |          | Íñigo Joaquín de la Serna Hernáiz              | PP           |
| Salute, Servizi sociali ed Uguaglianza                                                                                |                                             |          | Dolors Montserrat Montserrat                   | PP           |
| Istruzione, Cultura e Sport Portavoce del Governo                                                                     |                                             |          | Íñigo Méndez de Vigo Montojo                   | PP           |
| Impiego e Sicurezza sociale                                                                                           |                                             |          | María Fátima Báñez García                      | PP           |

Fonte: